# О женщинах и Асурах
«Как Асура» (яп. 阿修羅のごとく Асура-но готоку) («О женщинах и Асурах») — комедийная телевизионная драма, написанная писательницей Кунико Мукодой (1929—1981). Оригинальный мини-сериал вышел на телеканале NHK General TV в 1979 и 1980 году. В 2003 году вышел фильм (режиссёр Ёсимицу Морита), который является ремейком мини-сериала 1979 года. В 2025 году на стриминговом сервисе Netflix состоялась премьера мини-сериала (режиссёр Хирокадзу Корээда), который является ремейком мини-сериала 1979 года.

## Сюжет
Четыре сестры оказываются потрясены, когда узнают, что у их отца есть любовница и малолетний ребёнок. Они боятся, что эта история, если всплывёт, повредит их матери. Между тем, у каждой из них есть свои «скелеты в шкафу», связанные с отношениями с мужчинами.

## Персонажи
Цунако — старшая сестра, вдова (по мужу — Митамура), работает в ресторане мастером икебаны. Имеет женатого любовника — Садахару Масукава.
Макико — вторая сестра, домохозяйка. Замужем за офисным работником Такао Сатоми. У них сын и дочь школьного возраста.
Такико — третья сестра, библиотекарь. Одинокая. Нанимает детектива Сидзуо Кацумата для слежки за отцом.
Сакико — младшая сестра, официантка кафе. Живёт в стеснённых условиях с Хидэмицу Дзиннай, которого поддерживает в амбициях стать чемпионом Японии по боксу.
Котаро Такезава — их отец.
Фудзи Такезава — их мать.

## Мини-сериал 1979 года
Поставлен режиссёром Бэном Вадой (1930—2011) по оригинальному сценарию Кунико Мукоды (1929—1981). Первые три эпизода показаны на телеканале NHK General TV по субботам с 13 по 27 января 1979 года, вторая часть из четырёх эпизодов показаны с 19 января по 9 февраля 1980 года.
Мини-сериал шокировал зрителей откровенностью изображения изнанки семейной жизни и женской сексуальности.

### В ролях
| Актёр           | Роль              |
| --------------- | ----------------- |
| Харуко Като     | Цунако            |
| Каору Ятигуса   | Макико            |
| Аюми Исида      | Такико            |
| Дзюн Фубуки     | Сакико            |
| Син Сабури      | Котаро Такезава   |
| Митио Оодзи     | Фудзи Такезава    |
| Кэн Огата       | Такао Сатоми      |
| Рюдо Удзаки     | Сидзуо Кацумата   |
| Сансё Синсуй    | Хидэмицу Дзиннай  |
| Кэндзи Сугавара | Садахару Масукава |

## Фильм 2003 года
Поставлен режиссёром Ёсимицу Морита по сценарию Томоми Цуцуи на основе сериала 1979 года.

### В ролях
| Актёр          | Роль              |
| -------------- | ----------------- |
| Синобу Отакэ   | Цунако            |
| Хитоми Куроки  | Макико            |
| Эри Фукацу     | Такико            |
| Кёко Фукада    | Сакико            |
| Тацуя Накадай  | Котаро Такезава   |
| Каору Ятигуса  | Фудзи Такезава    |
| Каору Кобаяси  | Такао Сатоми      |
| Сидо Накамура  | Сидзуо Кацумата   |
| Рикия Курокава | Хидэмицу Дзиннай  |
| Мицугоро Бандо | Садахару Масукава |

### Награды
Фильм номинирован в 12 и победил в 3 номинациях на 27-й церемонии награждения премией Японской киноакадемии:
- лучший режиссёр — Ёсимицу Морита[2]
- лучший сценарий — Томоми Цуцуи
- лучшая актриса второго плана — Эри Фукацу[англ.]

На 46-й церемонии награждения кинопремией «Голубая лента» фильм победил в номинации:
- лучший режиссёр — Ёсимицу Морита

## Мини-сериал 2025 года
Написан и поставлен Хирокадзу Корээда. Является ремейком мини-сериала 1979 года. Премьера состоялась 9 января 2025 года на стриминговом сервисе Netflix.

### В ролях
| Актёр            | Роль              |
| ---------------- | ----------------- |
| Риэ Миядзава     | Цунако            |
| Матико Оно       | Макико            |
| Ю Аои            | Такико            |
| Судзу Хиросэ     | Сакико            |
| Дзюн Кунимура    | Котаро Такезава   |
| Кэйко Мацудзака  | Фудзи Такезава    |
| Масахиро Мотоки  | Такао Сатоми      |
| Рюхэй Мацуда     | Сидзуо Кацумата   |
| Кисэцу Фудзивара | Хидэмицу Дзиннай  |
| Сэиё Утино       | Садахару Масукава |

## Художественные особенности
Сериал 1979 года и фильм 2003 года воспринимаются как образцы «семейной драмы».